# Litoria havina
A Litoria havina a kétéltűek (Amphibia) osztályának békák (Anura) rendjébe, a Pelodryadinae családba, azon belül a Pelodryadinae alcsaládba tartozó faj.

## Előfordulása
A faj Pápua Új-Guineában és Indonézia Papua tartományában él. Természetes élőhelye a szubtrópusi vagy trópusi nedves síkvidéki erdők, mocsarak, szubtrópusi vagy trópusi nedves hegyvidéki erdők, folyók, mocsarak, lepusztult erdők, csatornák, árkok. A fajt élőhelyének elvesztése fenyegeti.